# Földeáki TC
A Földeáki Torna Club (Földeák TC) egy 1913-ban alakult Csongrád – Csanád megyei Torna Klub és labdarúgócsapat. Jelenleg a Csongrád – Csanád megye III. osztályában szerepel a felnőtt együttes. Utánpótlás csapat is működik (U-14).

## Története
A Földeáki Torna Club 1913. június 5-én alakult meg. Az egyesület a kezdetekor 19 főt számlált. Az első megválasztott elnök Vízhányó Imre volt. A földeáki klub titkárnak: Horváth Lászlót, pénztárosnak: Szakács Mihályt, jegyzőnek: Kellner Gézát választották meg. A csapat címerében a település nevével címjelzett Torna club kezdőbetűit (FTC) tüntették fel. Napjainkban a Földeák sportpályája az egykor a településen tanító Dehény Lajos tanár nevét viselő utcában található, aki anno alelnöke is volt a Földeáki Torna Clubnak.

## Kezdetek
Földeák kezdetben a Csanád megyében elhelyezkedő makói járásban megtalálható más sportklubokkal mérette meg magát. A klub megalakulását követő legelső írásban rögzített találkozón 1913. július 22-én a V.A.C -Vásárhelyi Atlétikai Club "B" csapata 1:1-es döntetlent játszott a Földeák Torna Clubbal.  Augusztus 3-án jótékonysági mérkőzés keretein belül a Vásárhelyiek "A" csapata is vendégeskedett Földeákon és a bevételt az árvízkárosultaknak ajánlották fel. 
A következő mérkőzés 1913. augusztus 13-án Makón került megrendezésre. A Makói Athlétikai Club (MAK) volt a találkozó házigazdája. A Földeák TC rögtön két gólos vezetést szerzett a mérkőzés 20 és 22. percében, de a félidő végén már 2:2-es döntetlennel vonultak be a csapatok az öltözőbe. A második játékrészben viszont a MAK 4:2-re módosította a végeredményt két tizenegyesnek köszönhetően. Ez volt az első vereség. 
1913. szeptember 24-én a Földeáki Torna Club ellenfele a Makói Testgyakorlók Köre volt. A földeáki klub játékosai 7 : 1-es győzelmet arattak ezen a mérkőzésen. 

A következő esztendőben 1914 húsvét vasárnapján Földeákon 3:0-re diadalmaskodott a Szegedi Athletikai Klub (SZAK), majd május 7-én Földeákon vendégeskedett a Vásárhelyi Atlétikai Club. A találkozón 1:1-es döntetlen született.
Pontos jegyzet lelhető fel a 10-es évek utolsó mérkőzéséről, aminek soha  nem lett vége. 1914. július 28-án vasárnap tartották meg a Földeáki Torna Club (FTC) – Makói Athlétikai Club (MAK) rangadót a földeáki ló-vásártéren. A földeáki származású  Návay Lajos, Csanád vármegye főispánja, az Országgyűlés elnöke a klubház elől követte a mérkőzést, amikor egy lovas futár hozta a hírt, hogy "Kitört a háború!" Miután a vármegye főurának megerősítették, hogy a Monarchia hadat üzen Szerbiának, azonnal félbeszakították a mérkőzést.

1914-ben kitört az I. világháború, ezért ebben az évtizedben nem található további írásos feljegyzés a klubról.

### 1920-as és 1930-as évek
A világháborút követően írásosan jegyzett esemény 1921-es évhez köthető. A Földeák TC elnöke: Mátyás Béla plébános lett. Az alelnök: Dehény Lajos tanár úr, titkár: Vízhányó Ferenc, pénztáros: Szakács Mihály volt. 
1921. június 3-án Földeákon került sor a Hódmezővásárhelyi MTE elleni mérkőzésre, a vendégek győzelmével 3:2-re zárult a találkozó. A Földeákiak góljait: Ménesi Ferencz és Sípos József szerezték. A következő mérkőzésen Békéssámson ellen megszületett az első győzelem, miután 4:1-re győzött Földeák. Ebben az évben 12 mérkőzésre került sor, melyen 5 győzelem mellett 7 vereség született. Ezeken a mérkőzéseken 23 gólt rúgott és ugyanannyit kapott a csapat.
Földeákon a húszas években nagyon népszerű volt a labdarúgás. 1928-ban a Földeáki Torna Club elnöke dr. Németh István volt, a klub titkára: Ménesi György.

Ebben az időben minden évben be kellett jelenteni a Belügyminiszternek a sportegyesületek működését. „A Földeáki T. C. alapszabályait a magyar királyi Belügyminiszter által 1929. június 2-án 201.961/1928-VIII. szám hagyattak jóvá.” A következő bajnokságban már szövetség által rendezett bajnokságban szerepelt a csapat.
1930. augusztus 15-én az 1920-as Trianoni békeszerződés tíz éves évfordulóján létrehozták a FTC csapatzászlaját. A zászlón feltüntették a sorsfordító dátum mellett a következő szlogent is. "Ép testben, ép lélekkel. Nagy Magyarországért!" A zászló közepén az FTC, azaz a Földeák Torna Club kezdőbetűit tüntették fel. Így rótták le tiszteletüket, külhonban ragadt honfitársainkért és értük is küzdöttek a focipályán.
A Földeáki Torna Club jelentős eredményeket ért el ebben az időszakban; a sportoláson túl műkedvelő előadásokkal is szórakoztatták a lakosságot.
Az 1929/1930-as bajnoki évben Dél-magyarországi Labdarúgó Szövetség, II. osztály, Szegedi alosztály – Déli csoportban a 7. helyet szerezték meg. Ekkor az ügyvezető elnöki pozíciót: Ménesi György töltötte be.
Ebben az idényben a csapat tagjai voltak: Bugyi Imre, Bugyi Dezső, Antal Lajos, Ratkay Lajos, Pásztor István, Ménesi József, Ménesi Ferenc, Zavira Gyula, Molnár Dezső, Szabó József, Bajusz György, Hajnal József, Bárdi István.
Az 1930/1931-es bajnoki évben a Földeák TC 14 mérkőzést játszott a II. osztály, Szegedi alosztály – Déli csoportban. 6 győzelem 5 döntetlen 3 vereséggel a 3. helyen zárta az idényt. 
A Földeákiak az 1932/1933-es idényt a II. osztályban elkezdték, de 1933-ban a tavaszi mérkőzéseiket rendszerint lemondták, a klub válságba került. 
1934-ben a Földeák T.C.  csapatzászlaját „zászló anya” Návay Aranka avatta fel, s a templomban felszentelték.
A földeáki klub ezt követően semmilyen hivatalos bajnokságban nem játszott. 1937-ben és 1938-ban néhány tétnéküli mérkőzést viszont lejátszott Makó ellen. 
A községi elöljáróság 1938. augusztus 19-én kelt jelentésében közölte a fő szolgabíróval, hogy a klub 1932 óta működésképtelenné vált, mert a tagok kiléptek az egyesületből. Az egyesületi közgyűlés a feloszlás iránt nem intézkedett és az alapszabályt sem találták meg, ingó és ingatlan vagyonuk pedig nem volt, ezért az elöljáróság javasolta a klub megszüntetését.

### 1940-es évek
1942.június 09-én Földeáki LE (Földeáki Labdarúgó Egyesület) néven játszottak mérkőzést Makón. 
A 2. világháborús éveket követően a Földeáki lakosok 1946. november 24-én tartották meg az újraalakuló közgyűlésüket. A jelenlévők egyhangúlag elfogadták, hogy felajánlják anyagi és erkölcsi támogatásukat a pártsemleges sportegyesületnek. A Nemzeti Bizottság elnöke megkérte a jelenlévőket, maradjanak pártsemlegesek és döntéseikben csak azt tartsák szem előtt, hogy tagjuk a sport terén mit ért el a múltban, valamint mit várhatnak tőle a jövőben.
A közgyűlésen a Földeáki "Traktor" SK néven megalakult Sportegyesület elnökének Szakács Mihályt, alelnököknek Sándor Istvánt és Ménesi Józsefet, titkárnak pedig Bálint Antalt választották meg. Az egyesületnek ebben az évben, több mint százhatvan tagja volt.
A következő hivatalos bajnoki szereplés a háború után jelenik meg az írásos feljegyzésekben. Innen kezdve általában a megyei II. osztályban szerepelt a csapat. A mérkőzéseket mindig nagy számban látogatták a szurkolók. Vidékre is követték őket teherautókon és biciklivel is.
Az 1946-ban alakult csapat játékosai: Horváth László, Bajusz György Neparáczki József Horváth Béla, Gallyas István, Bugyi György, Orosz János, Orosz Sándor, Szalma Mihály, Vajka Mihály, Kecskeméti Gyula, Vetró János, Vízhányó János, Csernus Imre, Sándor József, Takács Árpád, Németh László, Gardi István, Bárdi István volt.

### 1950-es évek
Az 1950-es évekre rengeteg alakulat megszűnt, de a földeáki sportkör megmenekült. Ekkor még mindig Traktor SK néven működtek.
Az állami gazdaságok támogatóként jelent meg a sportkör életében, bár ezek inkább kisebb anyagi befektetések voltak. Ellátta felszereléssel a csapatot. Labdát vettek, kapufákat csináltatott, s megoldotta a játékosoknak a mérkőzésekre utazását is.
A támogatás meghozta az eredményeket. A csapat abban az évben a kerületi II. osztály bajnokságba jutásért hajtott. A község vásárterén játszottak a földeáki labdarúgók, viszont a pálya alkalmatlan volt továbbiakban a játékra. Kicsi volt, a talaját is rossz minőségűnek tartották, mert az állatok feltúrták. A további fejlődés igazi alapja azonban egy sporttelep létrehozása lett volna. 
1950-ben Eiler László postamester, az egyesület főtitkára tervbe vette, hogy nem csak pályát, hanem sporttelepet épít Földeáknak a vasúti állomáshoz közel. Terveiben szerepelt egy 5 éves terv, ami magában foglalta a futópálya, röplabda és teniszpálya létrehozását is a labdarúgópálya mellett, ezenkívül nagy befogadóképességű emelt nézőtért is megálmodott. A sporttelepet két méter magas kőkerítéssel kerítették volna el.
Az ígéret az volt, hogy az új sportteleppel Földeák régi álma valósul meg 133.000 forintot ráfordítással. Egyre több embert mozgattak meg a megyében az alapfokú bajnokságok, ezért igény is volt a fejlesztésekre. Az építkezés nem valósult meg.
1951-ben a Viharsarok augusztus 24-i száma arról számolt be, hogy Földeák új sporttelepét egy Szeged – Földeák  ÁGSE/ÁGDSE – mérkőzés keretében adták át, amely 100.000 ft költséggel készült el.
1952-ben Földeák SK, míg 1954-től Földeák Traktor SK néven jegyezték a labdarúgóklubot.
1956-ban Földeákon a sportkör lőterét hozták rendbe tízezer forintos keretből. 1954-től újabb sikeres csapatok öregbítették a község jó hírnevét. A Földeák Traktor SK atlétikai szakosztályt és kézilabda szakosztályt is indított. 
Bár van Földeákon sportpálya, de a nagy sportlétesítmény csupán álom maradt. 1957-ben a földeáki "Traktor" sportkör megszűnésével ismét Földeák Torna Club néven tevékenykedett a sportklub.
1957. augusztus 23-án Wágner Mihály, a Földeáki TC elnöke nyílt levelet írt a megyei hírlapnak, amiben elmondta, hogy 1955 óta irányítja a sportkört.  Problémásnak nevezte, hogy a csapat elöregedett és bár a megyei II. osztályban a második helyen végeztek, a következő esztendőben öt fiatal játékossal kezdte el a csapat fiatalítását. A csapat vérfrissítése nem vált be és az utolsó előttiek lettek a másodosztályban. A következő évben viszont beérett a fiatalítás eredménye. A csapat tagjai összeszoktak és jól megállották helyüket a kétfordulós tavaszi bajnokságon. Az elsők lettek a földeáki fiatalok, de mégsem kerültek fel az új megyei I. osztályba, mert nem volt megfelelő az anyagi hátterük. 
Ekkora már közel 40 földeáki játékos járt rendszeres edzésekre. Néhány mérkőzés előtt az volt a gond, hogy kit is állítsanak az első csapatba a sok jó formában lévő fiatalból. A sportkör csupán bevételeire volt utalva, így pénzhiány miatt nem tudott ifjúsági bajnokságban is részt venni.
1958/59-es szezonban feltűnt egy 19 éves tehetség Bakos István – középpályás, aki kiemelkedett kortársai közül és a sajtó is külön foglalkozott vele. 

### 1960-as évek
1960 június 9-én a Megyei Labdarúgó Szövetségben elkészítették a megyei bajnokságba jutásért kiírt osztályozó-mérkőzések listáját. A négy városi, illetve járási győztes semleges pályákon játszott majd egyfordulós körmérkőzések jöttek, s közülük az első kettő került fel az 1960—61. évi megyei bajnokságba. Az osztályozók első fordulójának műsora június 19-én volt: Szegedi Honvéd—Deszki SE, (Szegeden) Csongrádi Honvéd—Földeáki TC, (Hódmezővásárhelyen). Földeák elvérzett.
A Földeák TC évről évre jól teljesített a járási bajnokságokban, de az osztályozó mérkőzéseken sorozatosan alul maradt, ezért nem jutottak feljebb a 2. osztályba.
Az évek során másik problémát is meg kellett oldaniuk. 1967-ben újjáválasztott sportvezetőségnek megoldást kellett találnia, hogy játékperceket biztosítson a játékra jelentkező földeáki fiataloknak. A Földeák TC csak a járási bajnokságban szerepelt, viszont a tartalék együttesnek nem tudtak rendszeresen ellenfeleket és játékot biztosítani. A földeáki klubnak ebben az időszakban a túljelentkezés miatt összesen 57 igazolt játékos állt rendelkezésre. Mindenki helyet szeretett volna kapni a csapatban. 
A játékosok és a vezetőség is igyekeztek mindent megtenni a klub fejlődéséért. A törekvés a klub számára az maradt, hogy a felsőbb osztályba léptessék a Földeák TC-t, így elhárul az akadály afelől, hogy tartalék csapat is elindulhat a következő idényben a járási bajnokságban. 1968 tavaszán gőzerővel dolgoztak és sikerült a hátralévő fordulók összes mérkőzését megnyerni. Az egész tavaszi idényben csak 2 gólt kaptak.
A csapatot Kabai Lajos irányította a csapatkapitánnyal Gilinger Józseffel együtt, de Kabai játékosként is aktív volt. Jelszavuk minden mérkőzés előtt: egy góllal többet rúgni, mint az ellenfél. A csapat túlszárnyalta az elképzeléseiket, rendre kiváló teljesítményt nyújtottak és az eredményeiken is látszódott komoly céljaik vannak.
A makói térségben a földeákiak mindent megtettek a község sportjának fejlődéséért. Az FTC tagjai klubszobát hoztak létre, ami a szórakozni vágyó fiatalok rendelkezésére állt és évi 15 ezer forint bevételt is biztosított a klubnak. Társadalmi munka keretében a gyarapodó szurkolók összefogtak a klubért és a sportkör öltözőit is kulturáltabbá tették a folyóvíz bevezetésével. A klub vezetőség mellett sokat tettek a sport fejlődéséért a termelőszövetkezetek is, akik anyagi támogatást tudtak nyújtani. A földeáki szurkolók szép lassan a csapat mellé álltak a jó eredményeket látva és rendszeresen látogatták nem csak a mérkőzéseket, de az edzéseket is. A klub virágkorát élte.
Az 1969-es csapat tagjai: Kabai Lajos,  Búza Albert (gondnok), Orosz Sándor, Báthory Imre, Kurunczi János, Vízhányó János, Nagy István, Váradi István, Ménesi Győző, Orosz Sándor, Sarnyai István, Lele László, Szabó Sándor, Gilinger józsef, Bajusz László és Vajka Mihály.

### 1970-es és 1980-as évek
1970-ben a városokkal ellentétben a kis települések labdarúgó-szakosztályai mindig nehéz helyzetben voltak. A községekben nem voltak helyben nagy üzemek és munkahelyek, ezért a játékosoknak nehéz volt ingázniuk és megoldaniuk, hogy mindig a klub rendelkezésére álljanak. Földeák TC fő csapatának ezért is volt dicsőség, hogy az idény végén így sikerült feljutni egy magasabb osztályba. Földeák együttese megközelítően tíz esztendőn át küzdött azért, hogy felkerüljön a járási bajnokságból a másodosztályba, de az osztályozókon mindig elvéreztek. 1971 nyarán megnyílt előttük a másodosztályú bajnokság kapuja. Részt vehettek egy jobb bajnokságban, ahol már olyan osztályban szerepelhettek, ahol a részvétel már rangot jelentett. 
A 2. osztályú bajnokságban folytatta a csapat a jó teljesítmény. Az 1971-es őszi idényt másodikként fejezték be és úgy nézett ki, ha ezt a helyezésüket megtartják, reményük van arra, hogy a következő nyáron az első osztályú bajnokságba kerüljenek. Azonban ilyen célkitűzéseik nem voltak. Számolniuk kellett azzal is, hogy anyagilag elég gyengén állt a klub. Örültek a sikereiknek, de Vízhányó Lajos edző szemlélete szerint a csapat jó helyen van a másodosztályban. Nem akarta kitenni a csapatot annak, hogy az első osztályban a kiesés ellen küzdjenek.
1971/1972-es bajnoki évben a Földeák TC csapata a II. osztályú labdarúgó bajnokságban szerepelt és ezekkel a csapatokkal sorsolták össze.: 
H. Porcelán, Baktó, Szőreg, Nagylak, Kistelek, Nagymágocs, Sz. Postás, Algyő, Deszk, Fábiánsebestyén, Tanárképző, Földeák, Sándorfalva, Sz. Textil, Sz. Postás.
Az idény felénél 1971 telén edzőcsere történt, Demény Attila sportköri elnök vette át a foglalkozások irányítását.
1972/73-as idényben a megyei II. osztályú fordulókban a Földeáki Torna Club edző nélkül maradt, több idősebb játékos visszavonult és a csapat teljesítménye visszaesett. A megyei III. osztályú tartalékcsapat bajnokságban is képviseltette magát az Földeáki TC második csapata.

Az 1979/80-as idényre Földeák immáron állandó Megye II-es csapattá vált. Ebben az évben az utolsó pár fordulóban maradt le az első osztályról. A csapatnak 6 pont kellett az I. osztályba jutáshoz, de néhány fordulóval az idény vége elött közölték a csapattagokkal, a község nem tudja vállalni a magasabb osztályhoz szükséges anyagi hátteret. Azt edző és a vidéki játékosok ott hagyták a Földeák TC-t, de így is a 3. helyen zártak a Csongrád megyei II. osztályú bajnokságban.

Csapattagok : Mihály Jenő (edző, védő) Kokovai Tibor, Vass Gyula, Rakonczai Márton, Sipos Gyula, Medgyesi Ferenc, Molnár János, Papp István (elnök), Orosz Sándor (szak.o.vez.), Medgyesi József, Szabó Lajos, Nagy Ferenc, Szita Attila, Kótai Tibor, Tóth László, Vass Ferenc, Olajos Sándor, Hajnal János, Hajdú László, Vass Tibor.
A 80-as években stabil játékával évente a megye kettő bajnokságaiban szerepelt.

### 1990-es évek
A Földeák TC folyamatosan részt vett a Csongrád megyei II. osztályú bajnokságaiban. A klub ificsapata megalakulása után és a kezdeti gyenge szereplések után 1995-re szintén a megyei II. osztályú ifjúsági labdarúgó-bajnokságban szerepelt. Az ifik edzője Tóth Imre testnevelő-tanár volt.

### 2000-es évek
A 2000-es években megalakult  a Návay Lajos Diáksport Egyesület.

### 2010-es évek
Földeák életében továbbra is az élet része volt a sportkör és a Földeák TC. 2010-ben az Arany Ászok labdarúgó megyei III. bajnokságban az idény végére megszerezték az első helyezést, így 10 év után ismét feljutottak a Megyei II. osztályú bajnokságba. A Földeáki Torna Klubot 2013-ban a száz éves fennállása elismeréseként Földeák község Önkormányzata tárgyjutalomban és oklevélben részesítette. Utánpótlás: A felnőtt csapaton kívül az ifjúsági korosztálynak is bajnoki rendszerben biztosítanak játéklehetőséget. Az utánpótlás nevelés fontossága érdekében a makói Maros-menti UFC-vel együttműködési keretek között biztosítják a 12-14 évesek sportolási, bajnokságban történő szereplésének lehetőségét.

### 2020-as évek
Földeák 50 éves álma valósult meg 2022-ben. A Návay Lajos Általános Iskola udvarán egy C” típusú, 20×40 méteres sportcsarnok épült meg 907 millió forint állami beruházásból. Ezzel a beruházással Földeákon számos fiatal ismét fejlődhet a sportban, hiszen megfelelő környezetben tudnak kézilabdázni, kosarazni, focizni is akár.

## Helyezések
- 2006/07 – A megyei III.  osztályú bajnokságban 10. helyen végzett a csapat.

- 2007/08 – A megyei III.  osztályú bajnokságban 4. helyen végzett a csapat.

- 2008/09 – A megyei III.  osztályú bajnokságban 9. helyen végzett a csapat.

- 2009/10 – A megyei III.  osztályú bajnokságban 2. helyen végzett a csapat.

- 2010/11 – A megyei II. U-19 osztályú bajnokságban 2. helyen végzett a csapat.

- 2010/11 – A megyei II.  osztályú bajnokságban 10. helyen végzett a csapat.

- 2011/12 – A megyei II. U-19 osztályú bajnokságban 9. helyen végzett a csapat.

- 2011/12 – A megyei II.  osztályú bajnokságban 15. helyen végzett a csapat.

- 2012/13 – A megyei III.  osztályú bajnokságban 3. helyen végzett a csapat.

- 2013/14 – A megyei III. osztályú bajnokságban 6. helyen végzett a csapat.

- 2014/15 – A megyei III. osztályú bajnokságban 11. helyen végzett a csapat.

- 2015/16 – A megyei III. osztályú bajnokságban 3. helyen végzett a csapat.

- 2016/17 – A megyei III. osztályú bajnokságban 5. helyen végzett a csapat.

- 2017/18 – A megyei III. osztályú bajnokságban 3. helyen végzett a csapat.

- 2018/19 – A megyei II. osztályú bajnokságban 13. helyen végzett a csapat.

- 2019/20 – A megyei III. osztályú bajnokságban 10. helyen végzett a csapat.

- 2020/21 – A megyei II. osztályú bajnokságban jelenleg 12. helyen áll a csapat.

## Ismertebb játékosok 2006-2021
- Megyaszai Szilárd
- Molnár Zsolt
- Molnár Jenő
- Nagy-György László
- Szélpál József
- Tóth László
- Szűcs Ernő Zsolt
- Csontos Gábor
- Nagy- György Tibor
- Szűcs Zoltán
- Varga Dániel
- Orosz Gergő
- Orosz Attila
- Kovács Patrik
- Szűcs Ernő Zsolt
- Neparáczki János
- Szalma László
- Batik Zoltán
- Medgyesi Gergő Marcell
- Mészáros Andor
- Varga Dániel Noel
- Rostás Márk
- Kocsis Péter
- Angyal Péter
- Szalai Róbert
- Kurai Zsolt
- Kis Tamás
- Nagy Rajmond
- Simon Gábor Lajos
- Kardos Zsolt
- Kun Szabó Ádám
- Bálint Ákos
- Hajdú Márk
- Hajdú Norbert
- Veszelovszi Zsolt
- Báthory Imre
- Ohát Tamás
- Hajdú Henrik
- Tari Attila
- Miskovicz Tamás
- Barta Roland
- Horváth Gábor
- Neparáczki Balázs
- Zoppé Marcell
- Debreczeni Dávid
- Orosz Attila
- Szénási Imre Zsolt
- Fodor Sándor

## Ismertebb játékosok 1913-2000
- Mihály Jenő
- Kokovai Tibor
- Vass Gyula
- Rakonczai Márton
- Sipos Gyula
- Medgyesi Ferenc
- Molnár János
- Papp István
- Orosz Sándor
- Medgyesi József
- Szabó Lajos
- Nagy Ferenc
- Szita Attila
- Kótai Tibor
- Tóth László
- Vass Ferenc
- Bugyi Imre
- Bugyi Dezső
- Antal Lajos
- Ratkay Lajos
- Pásztor István
- Ménesi József
- Ménesi Ferenc
- Zavira Gyula
- Molnár Dezső
- Szabó József
- Bajusz György
- Hajnal József
- Bárdi István.
- Horváth László
- Neparáczki József
- Horváth Béla
- Gallyas István
- Bugyi György
- Orosz János
- Szalma Mihály
- Vajka Mihály
- Kecskeméti Gyula
- Vetró János
- Vízhányó János
- Csernus Imre
- Sándor József
- Takács Árpád
- Németh László
- Gardi István
- Bakos István
- Kabai Lajos
- Gilinger József
- Búza Albert
- Orosz Sándor
- Báthory Imre
- Kurunczi János
- Vízhányó János
- Nagy István
- Váradi István
- Ménesi Győző
- Sarnyai István
- Lele László
- Szabó Sándor
- Bajusz László
- Vajka Mihály

## Utánpótlás
A felnőtt csapaton kívül az ifjúsági korosztálynak is bajnoki rendszerben biztosítanak játéklehetőséget. Az utánpótlás nevelés fontossága érdekében a makói Maros-menti UFC-vel együttműködési keretek között biztosítják a 12-14 évesek sportolási, bajnokságban történő szereplésének lehetőségét.

## A legnagyobb klubsiker
A csapat 2006-tól rendszeresen képviselte magát a NBI. Keleti csoportjában, s rendre jó helyezést értek el. A csapat feloszlott 2012-ben, de az 1988-as születésű Ács Tamás folytatta játékosként és Szegvár csapatával folytatta. Igen szép karriert futott be azóta. Jelenleg a Zengő Alföld Szegedi TE játékosa.
 Fontosabb eredményei:  országos serdülő egyéni bajnok (2004), országos serdülő egyéni-2. (2006), NB I-es bajnok (Szegvárral), NB II-es bajnok (Földeákkal), Európa-kupa-3. (2017), szuperliga-2. (2018), szuperliga-győztes (2019), Bajnokok Ligája-4. (2019), Európa-kupa-3. (2018).
| A Földeák TC tekeszakosztály csapata: | A Földeák TC tekeszakosztály csapata: | A Földeák TC tekeszakosztály csapata: | A Földeák TC tekeszakosztály csapata: | A Földeák TC tekeszakosztály csapata: | A Földeák TC tekeszakosztály csapata: | A Földeák TC tekeszakosztály csapata: | A Földeák TC tekeszakosztály csapata: | A Földeák TC tekeszakosztály csapata: | A Földeák TC tekeszakosztály csapata: | A Földeák TC tekeszakosztály csapata: | A Földeák TC tekeszakosztály csapata: | A Földeák TC tekeszakosztály csapata: | A Földeák TC tekeszakosztály csapata: | A Földeák TC tekeszakosztály csapata: | A Földeák TC tekeszakosztály csapata: | A Földeák TC tekeszakosztály csapata: | A Földeák TC tekeszakosztály csapata: | A Földeák TC tekeszakosztály csapata: | A Földeák TC tekeszakosztály csapata: | A Földeák TC tekeszakosztály csapata: | A Földeák TC tekeszakosztály csapata: | A Földeák TC tekeszakosztály csapata: | A Földeák TC tekeszakosztály csapata: | A Földeák TC tekeszakosztály csapata: | A Földeák TC tekeszakosztály csapata: | A Földeák TC tekeszakosztály csapata: | A Földeák TC tekeszakosztály csapata: | A Földeák TC tekeszakosztály csapata: | A Földeák TC tekeszakosztály csapata: |
| ------------------------------------- | ------------------------------------- | ------------------------------------- | ------------------------------------- | ------------------------------------- | ------------------------------------- | ------------------------------------- | ------------------------------------- | ------------------------------------- | ------------------------------------- | ------------------------------------- | ------------------------------------- | ------------------------------------- | ------------------------------------- | ------------------------------------- | ------------------------------------- | ------------------------------------- | ------------------------------------- | ------------------------------------- | ------------------------------------- | ------------------------------------- | ------------------------------------- | ------------------------------------- | ------------------------------------- | ------------------------------------- | ------------------------------------- | ------------------------------------- | ------------------------------------- | ------------------------------------- | ------------------------------------- |
| 1 Ács Tamás                           |                                       |                                       |                                       |                                       |                                       |                                       |                                       |                                       |                                       |                                       |                                       |                                       |                                       |                                       |                                       |                                       |                                       |                                       |                                       |                                       |                                       |                                       |                                       |                                       |                                       |                                       |                                       |                                       |                                       |
| 2 Farkas Mihály                       | 2 Farkas Mihály                       | 2 Farkas Mihály                       | 2 Farkas Mihály                       | 2 Farkas Mihály                       | 2 Farkas Mihály                       | 2 Farkas Mihály                       | 2 Farkas Mihály                       | 2 Farkas Mihály                       | 2 Farkas Mihály                       | 3 Angyal Péter                        | 3 Angyal Péter                        | 3 Angyal Péter                        | 3 Angyal Péter                        | 3 Angyal Péter                        | 3 Angyal Péter                        | 3 Angyal Péter                        | 3 Angyal Péter                        | 3 Angyal Péter                        | 3 Angyal Péter                        | 4 Nagy János                          | 4 Nagy János                          | 4 Nagy János                          | 4 Nagy János                          | 4 Nagy János                          | 4 Nagy János                          | 4 Nagy János                          | 4 Nagy János                          | 4 Nagy János                          | 4 Nagy János                          |
| 5 Juhász István                       | 5 Juhász István                       | 5 Juhász István                       | 5 Juhász István                       | 5 Juhász István                       | 5 Juhász István                       | 5 Juhász István                       | 5 Juhász István                       | 5 Juhász István                       | 5 Juhász István                       | 5 Juhász István                       | 5 Juhász István                       | 5 Juhász István                       | 5 Juhász István                       | 5 Juhász István                       | 6 Orosz Pál                           | 6 Orosz Pál                           | 6 Orosz Pál                           | 6 Orosz Pál                           | 6 Orosz Pál                           | 6 Orosz Pál                           | 6 Orosz Pál                           | 6 Orosz Pál                           | 6 Orosz Pál                           | 6 Orosz Pál                           | 6 Orosz Pál                           | 6 Orosz Pál                           | 6 Orosz Pál                           | 6 Orosz Pál                           | 6 Orosz Pál                           |
| 7 Kiss Béla                           | 7 Kiss Béla                           | 7 Kiss Béla                           | 7 Kiss Béla                           | 7 Kiss Béla                           | 7 Kiss Béla                           | 8 Lóczi János                         | 8 Lóczi János                         | 8 Lóczi János                         | 8 Lóczi János                         | 8 Lóczi János                         | 8 Lóczi János                         |                                       |                                       |                                       |                                       |                                       |                                       |                                       |                                       |                                       |                                       |                                       |                                       |                                       |                                       |                                       |                                       |                                       |                                       |

## Elismerés
A Földeáki Torna Klubot 2013-ban a száz éves fennállása elismeréseként Földeák község Önkormányzata tárgyjutalomban és oklevélben részesítette.